# Paolo Stoppa
Paolo Stoppa (ur. 6 czerwca 1906 w Rzymie, zm. 1 maja 1988 tamże) – włoski aktor teatralny i filmowy, trzykrotnie nagradzany Nastro d’argento.

## Kariera
Ukończył Szkołę Dramatu Eleonora Duse Akademii św. Cecylii w Rzymie. Karierę teatralna rozpoczął w 1927. W 1938 zaczął występować na scenie Teatro Eliseo, gdzie związał się z Riną Morelli. Karierę kinową rozpoczął w 1932 jako aktor głosowy. Dubbingował m.in.: Paula Muniego, Freda Astaire’a, Burgessa Mereditha, Kirka Douglasa, Richarda Widmarka. Na dużym ekranie pojawił się pierwszy raz w 1932 w filmie komediowym Błękitna flota w reżyserii Gennaro Righellego. Między 1939 a 1945 zagrał w prawie sześćdziesięciu filmach, przede wszystkim komediowych, współpracując z reżyserami: Carlo Ludovico Bragaglią, Mario Bonnardem, Guido Brignone, Raffaello Matarazzo, Esodo Pratellim, Nunzio Malasommą. Na większą uwagę zasługują: Se io fossi onesto według scenariusza Vittoria De Siki, Non ti pago!, A che servono questi quattrini?, Ti conosco, mascherina!, wszystkie z 1942 roku.
Po II wojnie światowej współpracował z wielkimi reżyserami włoskiego kina: Vittoriem De Siką, Robertem Rossellinim, Luchino Viscontim, Luigim Zampą. W latach 60. XX wieku pojawiał się też w produkcjach telewizyjnych, teatralnych i filmowych. Sympatię telewidzów zyskała rola komisarza De Vincenziego w serialu kryminalnym ESP w reżyserii Daniele D'Anzy, którego dwa sezony powstały w 1974 oraz 1977. 
Aktor otrzymał w 1952 nagrodę Nastro d’argento za całokształt pracy, a następnie jeszcze dwukrotnie tę samą nagrodę za najlepszą rolę drugoplanową: w 1954 za Złoto Neapolu Vittoria De Siki oraz w 1981 za Markiza Grillo w reżyserii Mario Monicellego.

## Filmografia
- 1932 – Błękitna flota - epizod
- 1942 – Se io fossi onesto jako conte Paolo Vareghi
- 1942 – Non ti pago! jako adwokat Lorenzo Strumillo
- 1942 – A che servono questi quattrini? jako Marchitiello
- 1943 – Ti conosco, mascherina! jako Luigi
- 1951 – Cud w Mediolanie jako Rappi
- 1952 – Proces przeciwko miastu jako Perrone
- 1953 – Powrót Don Camilla jako Marchetti
- 1953 – Stacja końcowa jako kasjer
- 1954 – Hrabia Monte Christo jako Giovanni Bertuccio
- 1954 – Złoto Neapolu jako Don Peppino (segment Pizze a credito)
- 1961 – Zdarzyło się w Rzymie jako księgowy Moglie
- 1963 – Lampart jako don Calogero Sedara
- 1964 – Becket jako papież Aleksander III
- 1964 – Wizyta starszej pani jako doktor
- 1964 – A oto koń siny jako Pedro
- 1968 – Pewnego razu na Dzikim Zachodzie jako Sam
- 1971 – I Buddenbrook jako Jean Buddenbrook (miniserial)
- 1981 – Markiz Grillo jako papież Pius VII